# Dombeya borraginopsis
Dombeya borraginopsis är en malvaväxtart som beskrevs av Bénédict Pierre Georges Hochreutiner. Dombeya borraginopsis ingår i släktet Dombeya och familjen malvaväxter. Inga underarter finns listade i Catalogue of Life.